# Рузевич, Станислав
Станислав Рузевич (пол. Stanisław Ruziewicz; 29 августа 1889 — 12 июля 1941) — польский математик, представитель Львовской математической школы.
Ученик Вацлава Серпинского, под руководством которого в 1913 году защитил во Львовском университете докторскую диссертацию, посвящённую недифференцируемым непрерывным функциям. Позднее стал профессором Львовского университета, в 1932—1933 годах был деканом факультета математики и естественных наук. Был ректором Академии внешней торговли во Львове и почётным куратором академической корпорации Арагония.
Убит 12 июля 1941 года, стал одной из жертв серии казней представителей интеллигенции, учинённой гестаповцами в оккупированном Львове.
В функциональном анализе именем Рузевича названа конечно-аддитивная мера на {\displaystyle n}-мерной сфере, инвариантная относительно вращений, а также связанная с ней проблема — всегда ли мера Рузевича пропорциональна лебеговой мере.